# Platycheirus sigiktae
Platycheirus sigiktae är en tvåvingeart som beskrevs av Mutin 1999. Platycheirus sigiktae ingår i släktet fotblomflugor, och familjen blomflugor. Inga underarter finns listade i Catalogue of Life.